# Зорка Венера (опера)
«Зорка Венера» — білоруська опера композитора Юрія Володимировича Семеняка, лібрето Алеся Бачили. Поставлена в 1970 році у Большому театрі опери та балету Республіки Бєлорусь під керівництвом диригента Кирила Тихонова режисером Семеном Штейном.

## Робоча група опери
Хормейстер опери Олексій Когодєєв, художник-постановник Євген Чемодуров, балетмейстер Семен Дречин.

## Опис
Опера присвячена класику білоруської літератури Максиму Богдановичу й носить назву одного з його віршів. Опера майже цілком заснована на віршах поета. Композитор вдало використав витоки поезії М. Богдановича, її глибокий зв'язок з народними піснями й танцями.
Лейтмотивом опери став однойменний романс на слова М. Богдановича на музику Семена Рака-Михайловського. Через те що С. Рак-Михайловський був репресований, авторство романсу в довідковій літературі подавалося народним, а після використання музики в опері автором помилково вважали Ю. Семеняка.

## Актори
- Максим Богданович — Аркадій Савченко
- Вероніка — Світлана Данилюк[4]
- Петро — Валерій Глушаков (перший виконавець)[5][6], Віктор Кириченко